# 129555 Armazones
129555 Armazones è un asteroide della fascia principale. Scoperto nel 1996, presenta un'orbita caratterizzata da un semiasse maggiore pari a 2,3692589 UA e da un'eccentricità di 0,1662810, inclinata di 4,25757° rispetto all'eclittica.